# Belchenflue
Die Belchenflue, bei den Einheimischen Bölche genannt und zur Unterscheidung von den gleichnamigen Bergkuppen in Deutschland und Frankreich auch als Schweizer Belchen bezeichnet, ist ein markanter Berggipfel im Schweizer Jura. Er ist 1099 m ü. M. hoch und liegt etwa 7 km westlich von Olten. Über den Felsgipfel verläuft die Grenze zwischen den Kantonen Basel-Landschaft und Solothurn.

## Geologie
Die Belchenflue befindet sich in einem geologisch kompliziert aufgebauten Abschnitt des östlichen Juras. Die zur Jurazeit in einem tropischen Flachmeer abgelagerten Kalk- und Mergelschichten wurden während der Faltung des Juragebirges im späten Miozän und Pliozän stark zusammengepresst, teilweise in Schuppen zerlegt, übereinandergeschoben und steil gestellt. Der Felsgipfel besteht aus dem harten oolithischen Kalkstein des Hauptrogensteins, der in der mittleren Jurazeit (Dogger) abgelagert wurde. Durch stärkere Erosion der umliegenden weicheren Gesteine wurde diese kompetente Gesteinsschicht herauspräpariert.

## Geographie
Begrenzt wird die Belchenflue im Norden durch den Talkessel von Eptingen. Im Süden verlaufen mehrere Kämme mit dazwischengeschalteten Talmulden und Ausräumungskesseln parallel, bevor das Gelände steil zum Schweizer Mittelland hin abfällt. Die Belchenflue ist charakterisiert durch eine gegen Norden einfallende, bis 80 m hohe Felswand; auch gegen Süden fällt der Berg steil ab, zeigt aber nur im Gipfelbereich Felsen. Nur wenige hundert Meter westlich der Belchenflue befindet sich der bewaldete Ruchen, der mit 1123 m ü. M. zwar noch ein bisschen höher, aber weit weniger markant ist als die Fluh.
Die Belchenflue ist Teil der Jurahauptkette zwischen der Nordwestschweiz und dem Mittelland. Sie bildet die Wasserscheide zwischen der Aare im Süden und der Ergolz im Norden, beides linke Nebenflüsse des Rheins. Nach Osten setzt sich die Kette über die Challhöchi und den Ifleterberg zum Passübergang des Unteren Hauensteins fort. Gegen Westen senkt sich der Dürstelberg zum Oberen Hauenstein bei Langenbruck.

## Erreichbarkeit
Vom Chilchzimmersattel zwischen Eptingen und Langenbruck aus ist die Belchenflue über eine Fahrstrasse leicht zu erreichen. Ein abwechslungsreicher Fussweg führt vom Allerheiligenberg bei Hägendorf zur Berghöhe. Der letzte Wegabschnitt auf den Gipfel ist eine aus dem Felsen gehauene Treppe, die mit Geländern gesichert ist. Der Berg ist ein beliebter Aussichtspunkt mit freiem Blick in alle Richtungen ausser nach Westen. An klaren Tagen bietet sich ein schönes Panorama auf die Alpen, den Schwarzwald und die Vogesen.

## Geschichte
Zur Zeit des Ersten Weltkrieges war die Belchenflue ein wichtiger Beobachtungsposten der Fortifikation Hauenstein, eines Festungssystems im Jura, dessen Ziel darin bestand, den Knotenpunkt Olten zu schützen. Östlich der Belchenflue unterquert die Autobahn A2 die Jurakette im 3,18 km langen Belchentunnel. Vom Berggipfel aus sieht man die Autobahnabschnitte im Norden und im Süden bis nahe bei den Tunnelportalen.

## Belchen-Dreieck
Der Bergname stammt ursprünglich aus der keltischen Sprache und geht auf den Sonnengott Belenus zurück. Die Belchenflue ist einer der Markierungspunkte der jahreszeitlichen Sonnenvisuren im Belchen-Dreieck und im Belchen-System, deren Ausgangspunkt der Elsässer Belchen (Ballon d’Alsace) in den Vogesen ist. Zur Zeit der Wintersonnenwende geht die Sonne vom Elsässer Belchen aus gesehen genau hinter der Belchenflue auf. Umgekehrt sinkt die Sonne von der Belchenflue gesehen am Tag der Sommersonnenwende exakt hinter dem Elsässer Belchen nieder.

## Etymologie
Wie oben erwähnt, wird Belchen gemäss der Theorie des Belchen-Dreiecks auf den keltischen Gott Belenus zurückgeführt, und dieser wird gleichgesetzt mit Apollon, dem Gott des Lichts oder Sonnengott. Die kahlen Bergkuppen hätten sich wohl geeignet für kulturelle Zwecke. Die Theorie des Belchen-Dreiecks hat allerdings den Mangel, dass auf keinem der Belchen-Berge eine Spur von keltischen Kultstätten festgestellt werden konnte.
Sowohl das Solothurnische Orts- und Flurnamenbuch als auch die Orts- und Flurnamenforschung Baselland führen die Bergbezeichnung Belchen auf das Blässhuhn zurück, das auch Taucherli oder Belchen genannt wird, ein schwarzes Wasserhuhn mit einem weissen Stirnfleck. Alle Belchen-Berge haben einen felsigen Gipfel oder im Winter eine schneebedeckte Kuppe, was an den weissen Stirnfleck des Blässhuhns erinnert haben soll. Im Bereich des Belchen-Dreiecks kennt man allerdings das Blässhuhn nicht, denn hier hat es keine Seen.
Das keltische Adjektiv belenos, auch mit der Variante belakos, bedeutet stark, mächtig, was auf einen Berg zutrifft. Es scheint, dass belakos mit der Bedeutung von Berg oder Berggipfel als Lehnwort Belchen in die deutsche Sprache eingegangen ist. Das Toponym Belchen gibt es auch ausserhalb des Belchen-Dreiecks und bezeichnet jedenfalls immer eine Anhöhe oder einen Berg.

## Baselbieterlied
«Vo Schönebuech bis Ammel, vom Belche bis zum Rhy …» (hochdeutsch: «Von Schönenbuch bis Anwil, vom Belchen bis zum Rhein»).
Das Baselbieterlied umgrenzt das besungene Baselbiet mit vier bekannten topographischen Objekten. Der Belchen markiert die Südgrenze. Er ist auch ein beliebtes Ausflugsziel.

## Galerie

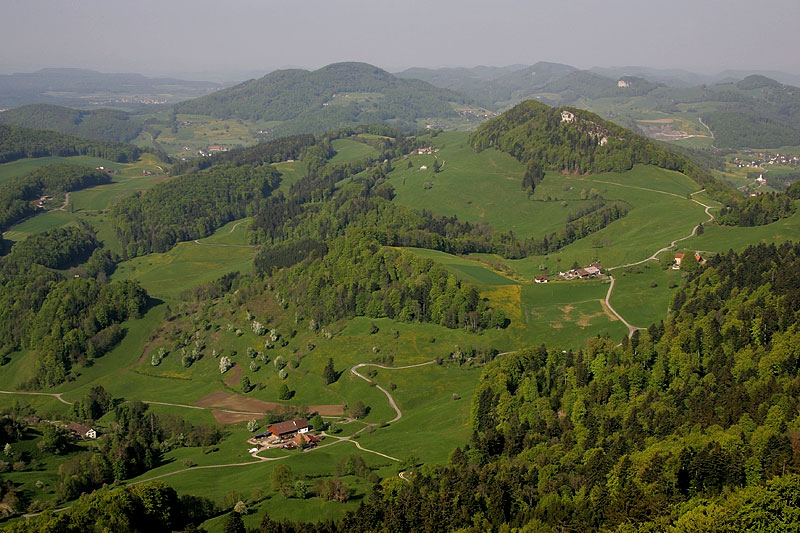
Ausblick von der Belchenflue
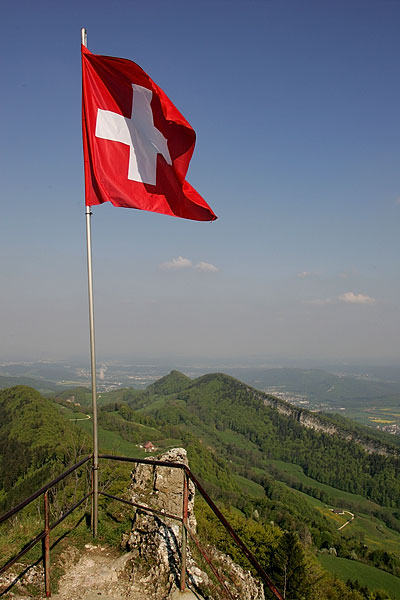
Gipfel-Plattform
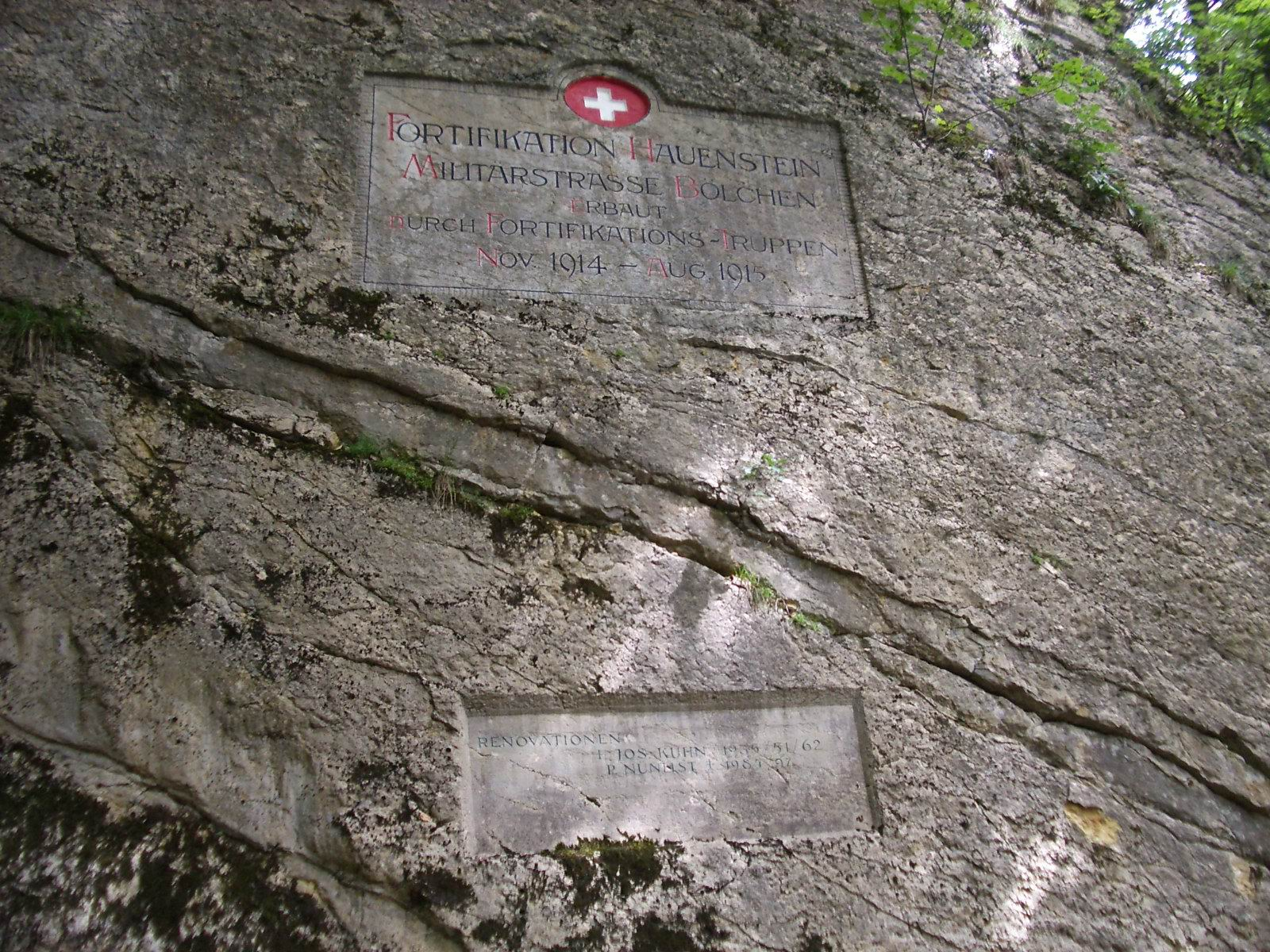
Militärstrasse zur Belchenflue, 1914–1915 erbaut
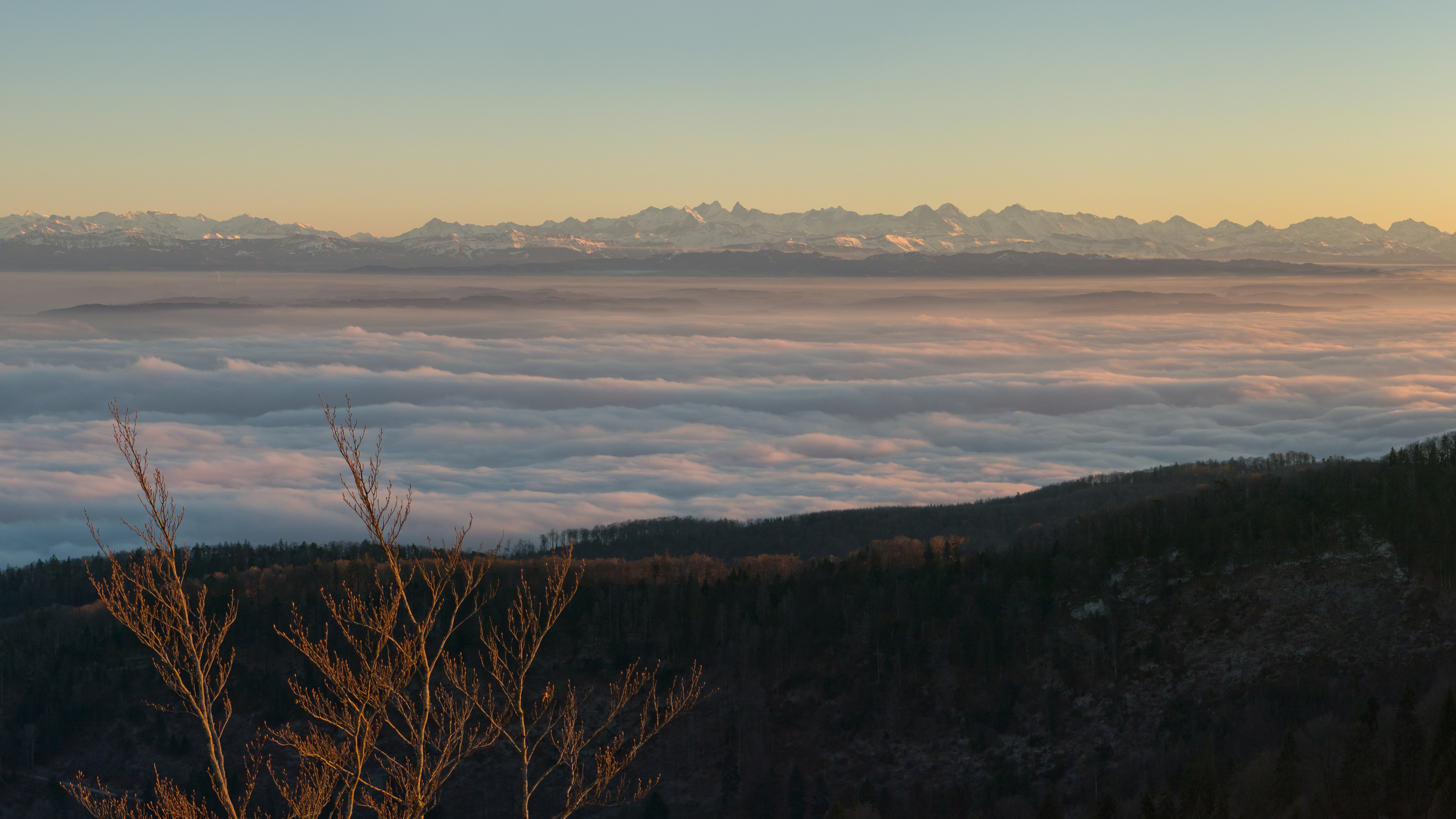
Fernsicht zu den Berner Alpen